# Lazareto (Ítaca)
Lazareto (en griego: Λαζαρέτο, también llamada Nisaki tou Sotira ,Νησάκι του Σωτήρα, los islotes del Salvador) es el nombre de una pequeña isla deshabitada hoy en la bahía de Vathy, puerto de la isla de Ítaca. La pequeña isla, 50x60m, bordeada de árboles se encuentra a solo 100 m de la costa oeste de la bahía y, por lo tanto, de Vathy, la ciudad principal y portuaria de la isla.

## La Capilla
Hay una capilla construida en 1668, dedicada a la Transfiguración del Salvador (Μεταμόρφωση του Σωτήρα) que le dio su nombre en la antigüedad. La capilla fue destruida en el fuerte terremoto de agosto de 1953 y luego reconstruida en 1956. Todos los años, el 6 de agosto, en la fiesta de la Transfiguración del Señor, se celebra una peregrinación, a la que acuden en barco los fieles y donde se lleva un antiguo icono de Cristo.

## Historia
Al igual que en Lazzaretto Vecchio, en la laguna de Venecia, la isla en época moderna sirvió como hospital y zona de cuarentena. En 1817 los británicos construyeron un edificio de dos pisos con un busto del entonces Alto Comisionado británico en las Islas Jónicas, Sir Thomas Matilands. El edificio fue utilizado por primera vez como una prisión para los exiliados. Entre los detenidos aquí estuvo el revolucionario griego Odysseas Androutsos. En 1912 se abandonaron los edificios. En el verano de 2003 se escenificó una obra de teatro en el islote y desde abril de 2008, la Sociedad para el desarrollo del turismo de Grecia (Εταιρεία Τουριστικής Ανάπτυξης), administra la propiedad para la conservación y utilización de esta isla turística.